# Al-Quwwat al-Jawwiyya al-Kuwaytiyya
La Al-Quwwat al-Jawwiyya al-Kuwaytiyya è l'attuale aeronautica militare del Kuwait e parte integrante delle Forze armate kuwaitiane.

## Storia
L'aeronautica kuwaitiana è stata creata con l'assistenza britannica nei primi anni cinquanta. Inizialmente equipaggiata con aerei inglese, inclusi gli Hawker Hunter e English Electric Lightning, negli anni settanta è stata equipaggiata con aerei Dassault Mirage F1 francesi e Douglas A-4 Skyhawk americani.
Negli anni ottanta il bisogno di aerei addestratori è stato colmato dagli Hawker Siddeley Hawk e dai Short Tucano. Tuttavia le consegne di questi aerei sono state ritardate dall'invasione irachena del Kuwait del 1990.
Dopo la guerra del Golfo l'aeronautica è stata riorganizzata, anche con il rimpiazzo degli Skyhawk e Mirage con gli F/A-18C e D.

## Il futuro
Nel febbraio 2009 il Presidente francese Nicolas Sarkozy annunciò che il Kuwait potesse comprare 28 aerei Dassault Rafale.
Il 6 aprile 2016 il ministro della Difesa italiano Roberta Pinotti è andata in Kuwait in qualità di testimonial dell’accordo tra il Paese arabo e il consorzio europeo Eurofighter, costituito dall’Italia, con Finmeccanica, e da Regno Unito, Germania e Spagna, per una fornitura di 28 caccia Eurofighter Typhoon, nell’arco di venti anni e per un valore tra i 7 e gli 8 miliardi di euro. Finmeccanica, attraverso la controllata Alenia Aermacchi, è la capocordata della maxi-commessa e in termini economici la sua quota dovrebbe valere circa la metà del totale.

## Composizione
- 2 Squadron su F/A-18 C e D;
- 1 Squadron su Hawk Mk. 64 e Tucano Mk. 52;
- 2 Squadron su L-100-30, AS-332 Super Puma e SA-330 Puma;
- 1 Squadron su SA-342 Gazelle;
- 1 Squadron su AH-64D Longbow Apache.

## Aeromobili in uso

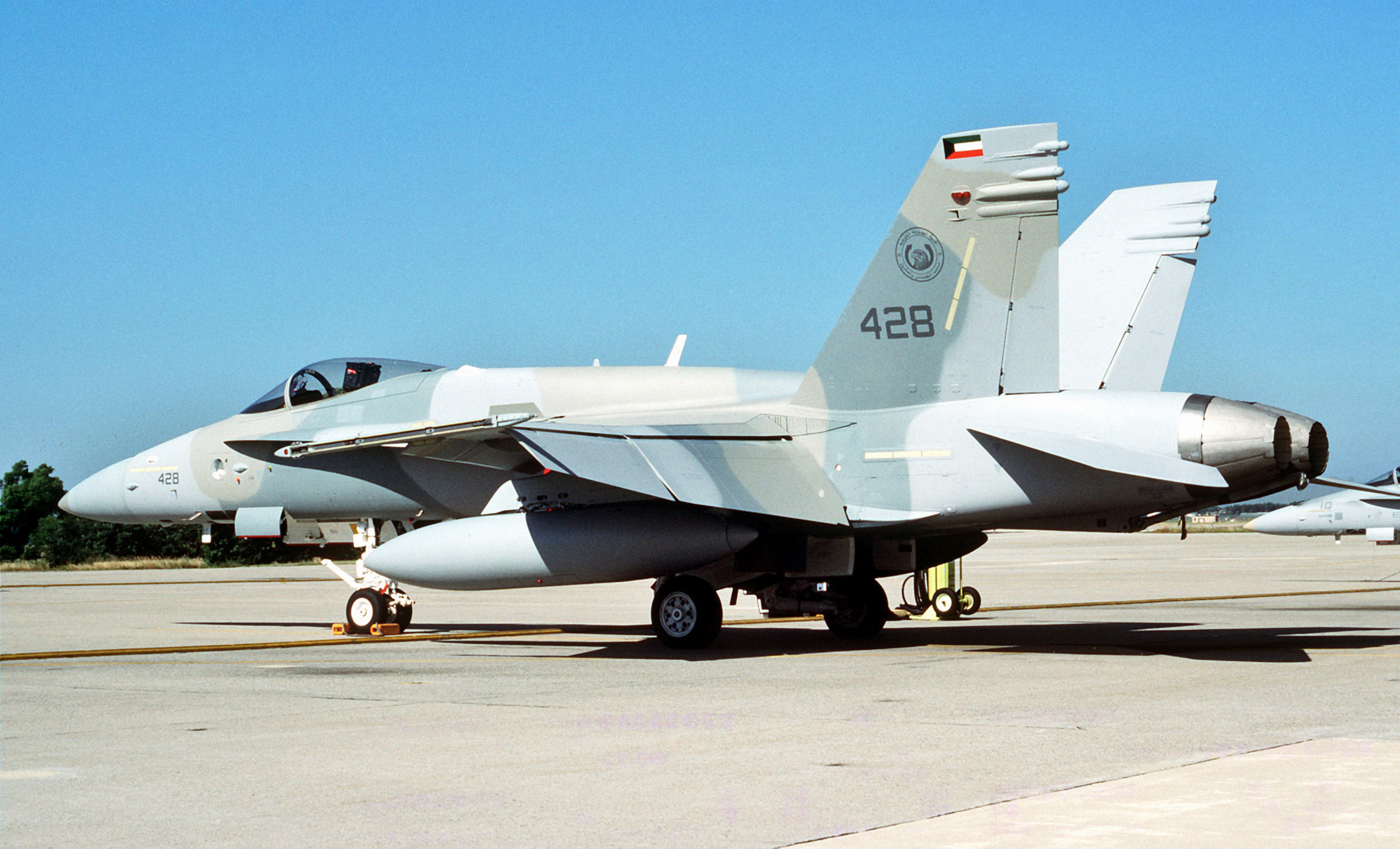
Un F/A-18C Hornet kuwaitiano nel 1993

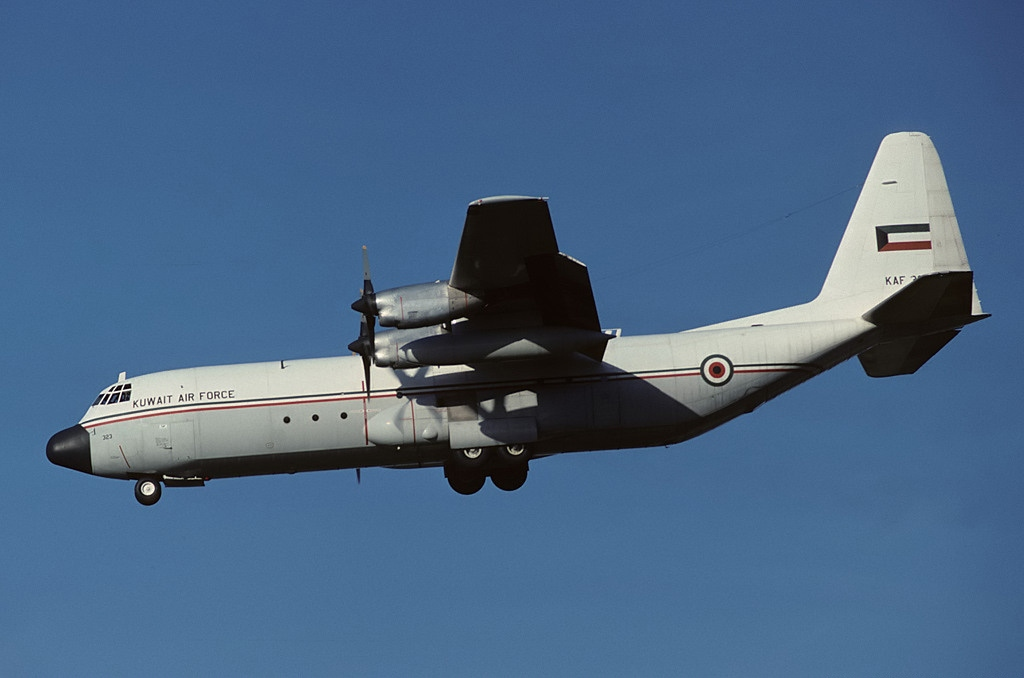
Un Lockheed Hercules da trasporto della Kuwait Air Force nel 1999

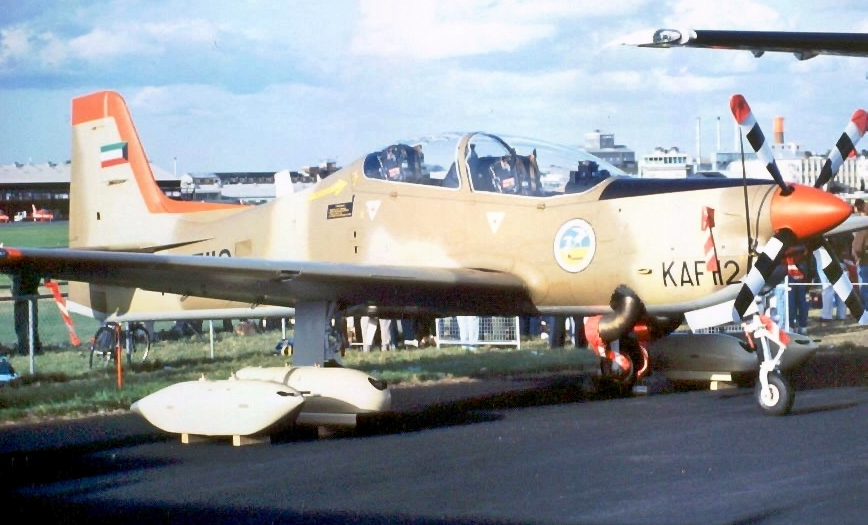
Un Tucano Mk.52 al Salone Aeronautico di Farnborough del 1992

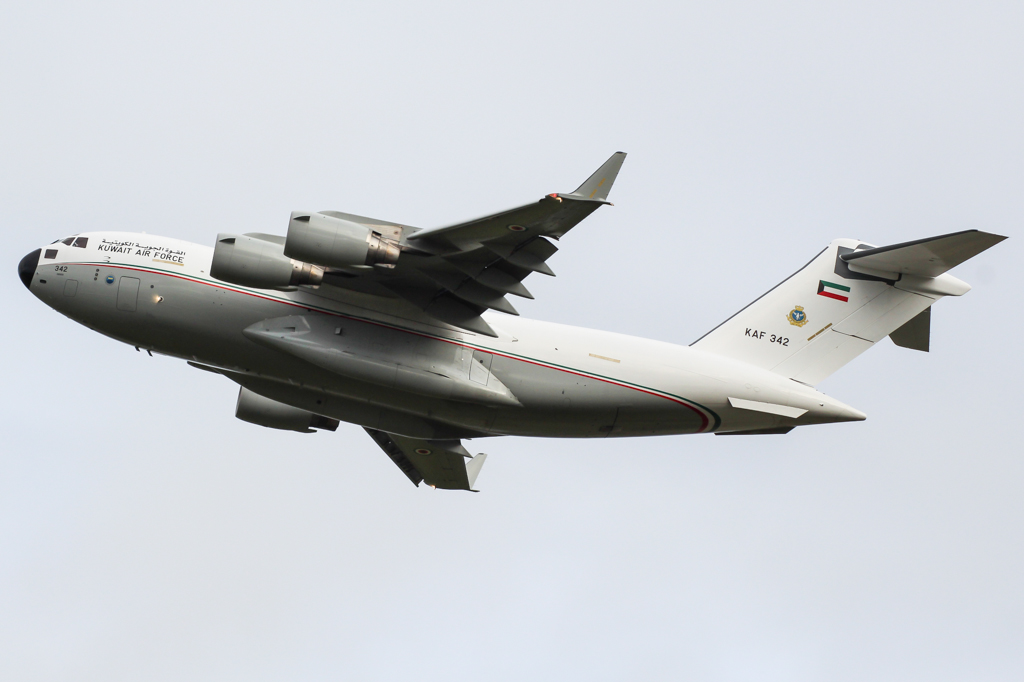
Un C-17A kuwaitiano decolla da Prestwick il 20 novembre 2015

Sezione aggiornata annualmente in base al World Air Force di Flightglobal del corrente anno. Tale dossier non contempla UAV, aerei da trasporto VIP ed eventuali incidenti accorsi durante l'anno della sua pubblicazione. Modifiche giornaliere o mensili che potrebbero portare a discordanze nel tipo di modelli in servizio e nel loro numero rispetto a WAF, vengono apportate in base a siti specializzati, periodici mensili e bimestrali. Tali modifiche vengono apportate onde rendere quanto più aggiornata la tabella.
| Aeromobile                           | Origine                            | Tipo                                    | Versione (denominazione locale) | In servizio (2024) | Note | Immagine |
| Aerei da combattimento               |                                    |                                         |                                 |                    | |          |
| McDonnell Douglas F/A-18 Hornet      | Stati Uniti                        | cacciabombardiere conversione operativa | F/A-18CF/A-18D                  | 287                | 40 esemplari consegnati (32 F/A-18C e 8 F/A-18D). Saranno sottoposti ad un programma di aggiornamento che comprenderà migliorie tecniche e la revisione dei motori F404, aggiornamenti al software del computer di missione e la fornitura di parti di ricambio. |          |
| Eurofighter Typhoon                  | Regno Unito Germania Italia Spagna | cacciabombardiere conversione operativa | EF-2000A EF-2000B               | 96                 | 28 ordinati il 5 aprile 2016, che saranno suddividi in 22 monoposto e 6 biposto. I primi due esemplari (due biposto) consegnati il 7 dicembre 2021 in Italia, presso l'aeroporto di Caselle, sono arrivati in Kuwait il 14 dicembre successivo. Due biposto consegnati il 30 marzo 2022. Il quinto ed il sesto esemplare (un biposto ed il primo monoposto) sono stati consegnati il 28 settembre 2022. Ulteriori 4 esemplari consegnati a ottobre 2023. |          |
| Boeing F/A-18 Super Hornet           | Stati Uniti                        | cacciabombardiereconversione operativa  | F/A-18EF/A-18F                  | 0                  | Il 29 settembre 2016 la Casa Bianca ha dato il via libera alla vendita di 28 F/A-18 E/F (22 F/A-18E e 6 F/A-18F, più un'opzione per ulteriori 12 esemplari) per il Kuwait per un valore di 10.1 miliardi di dollari. La fornitura, approvata dal dipartimento di stato americano il 17 novembre 2016, prevede anche 41 radar AESA, vari armamenti, parti di ricambio e supporto logistico.                                                               |          |
| Aerei per impieghi speciali          |                                    |                                         |                                 |                    | |          |
| Beechcraft Super King Air            | Stati Uniti                        | aereo da ricognizione                   | B350ER                          | 0                  | 4 B 350ER da ricognizione ordinati. |          |
| Aeromobili a pilotaggio remoto - UAV |                                    |                                         |                                 |                    | |          |
| Bayraktar TB2                        | Turchia                            | UAV                                     | TB2                             | 3                  | Un numero imprecisato di TB2 selezionati il 18 gennaio 2023 ed ordinati il 13 giugno successivo. Primi tre esemplari consegnati il 17 luglio 2025. |          |
| Aerei per rifornimento in volo       |                                    |                                         |                                 |                    | |          |
| Lockheed Martin KC-130J Hercules     | Stati Uniti                        | aerocisterna                            | KC-130J                         | 3                  | 5 ordinati. |          |
| Aerei da trasporto                   |                                    |                                         |                                 |                    | |          |
| Airbus A340                          | Unione europea                     | aereo da trasporto VIP                  | A340-500                        | 2                  | 2 A340-500 consegnati. |          |
| Boeing 747                           | Stati Uniti                        | aereo da trasporto VIP                  | B747-8JK(BBJ)                   | 1                  | 1 B747-8JK consegnato. |          |
| Boeing C-17 Globemaster III          | Stati Uniti                        | aereo da trasporto strategico           | C-17A                           | 2                  | 2 consegnati. |          |
| Lockheed L-100 Hercules              | Stati Uniti                        | aereo da trasporto                      | L-100-30                        | 3                  | 4 L-100-30 consegnati. |          |
| Gulfstream Aerospace Gulfstream V    | Stati Uniti                        | aereo da trasporto VIP                  | G.V-SP                          | 1                  | 1 G.V-SP consegnato. |          |
| Aerei da addestramento               |                                    |                                         |                                 |                    | |          |
| BAe Hawk                             | Regno Unito                        | aereo da addestramento avanzato         | Mk. 64                          | 6                  | 12 Hawk Mk. 64 consegnati 6 ancora in organico al febbraio 2022 (secondo altre fonti, nove), ma messi a terra già da tempo. |          |
| Short Tucano                         | Regno Unito                        | aereo da addestramento basico           | Tucano Mk. 52                   | 12                 | 16 Tucano Mk. 52 consegnati, 12 ancora in organico al febbraio 2022, ma messi a terra già da tempo. |          |
| Elicotteri                           |                                    |                                         |                                 |                    | |          |
| Aérospatiale SA 330 Puma             | Francia                            | elicottero da trasporto                 | SA 330HSA 330L                  | 6                  | 12 tra SA 330H e SA 330L consegnati. |          |
| Aérospatiale SA 341 Gazelle          | Francia                            | elicottero d'attacco                    | SA 342K                         | 13                 | 24 SA 342K consegnati. |          |
| Hughes AH-64 Apache                  | Stati Uniti                        | elicottero d'attacco                    | AH-64D                          | 16                 | 16 AH-64D acquistati nell'agosto del 2002 e consegnati a partire dal 6 marzo 2007. A dicembre 2020, il Dipartimento di Stato americano ha approvato la possibile vendita di otto elicotteri d’attacco AH-64E e l’aggiornamento, nonché la revisione dei 16 AH-64D in organico per portarli all’ultima versione. |          |
| Eurocopter AS332 Super Puma          | Francia                            | elicottero da trasporto                 | AS 332BAS 332L                  | 5                  | 6 tra AS 332B e AS 332L consegnati. |          |
| Sikorsky S-92                        | Stati Uniti                        | elicottero da trasporto VIP             | S-92A                           | 1                  | 6 S-92A consegnati a partire dal 1991. |          |
| Airbus H225M Caracal                 | Unione europea                     | elicottero C/SAR                        | H225M                           | 23                 | 24 ordinati con consegne a partire dal 2018. |          |

## Aeromobili ritirati
- Boeing 737-200
- McDonnell Douglas MD-83
- Dassault Mirage F1CK - 27 esemplari (1977-1991)[39]
- Dassault Mirage F1BK - 6 esemplari (1977-1991)[39]
- Douglas A-4KU Skyhawk - 30 esemplari (1977-1991)[40][41]
- Douglas TA-4KU Skyhawk - 6 esemplari (1977-1991)[40][41]
- Hawker Hunter
- English Electric Lightning
- BAC Jet Provost
- BAC 167 Strikemaster
- de Havilland Canada DHC-4 Caribou
- Armstrong Whitworth AW.660 Argosy
- de Havilland DH.104 Dove
- Bell 205
- Bell 206
- Westland Whirlwind